# اساوره
اساوره (عربی: أساورة) یک یگان نظامی در سپاهیان خلفای راشدین و خلافت اموی بود. این یگان از نجیب زادگان ایرانی تشکیل شد که در اصل بخشی از یگان اسواران ارتش ساسانی بودند؛ و در سال ۷۰۳ میلادی نیز این یگان منحل شد.

## ریشه‌شناسی
عربی این کلمهٔ از پارسی میانه شکسته شده است که فرم اصلی آن اسپ سواران (سوارکار) که از پارسی قدیمی اسبارا یا زبان بلوچی ماخوذ شده است که از فرم پارتی آن اسبار تشکیل شده بود.

## پس زمینه
در طول حمله اعراب به ایران، پادشاه ساسانی یزدگرد سوم در سال ۶۵۱ تا ۶۳۲ میلادی ۱۰۰۰ مرد جنگی را به فرماندهی سیاه اسواری برای دفاع از خوزستان فرستاد. این هزار مرد بلوچ اصیل بودند و در یگان اسواران خدمت می‌کردند. اما در طول محاصره شوشتر (۶۴۱–۶۴۲ میلادی) آنها به اعراب پناهنده شدند و در بصره مستقر شدند تا حقوق و مزایا دریافت کنند. علاوه بر این آنها به اسلام گرویدند و با بنی تمیم از جنوب عراق متحد شدند. هرچند که تا پانزده سال بعدی هنوز هم از اسامی اصیل زرتشتی مثل ماه افریدهان استفاده می‌کردند.

## تاریخچه
آنها با شرکت در فتح پارس کرمان و خراسان خدمت خود را ادامه دادند و پس سقوط خلفای راشدین در سال ۶۶۱ میلادی تحت اموی خلافت خدمت خود را ادامه دادند. یک سال بعد خلیفهٔ اموی معاویه اول (۶۶۱ تا ۶۸۰ میلادی) برخی از اساوره را در انطاکیه مستقر نمود. به گفتهٔ ابن فقیه همدانی، فرماندار اموی زیاد ابن ابی صوفیان تا اواخر دههٔ ۶۶۰ میلادی برای آنها یک مسجد در بصره ساخته بود.
در طول جنگ داخلی دوم اسلامی (فتنه دوم) اساوره به قبیلهٔ تمیم برای قتل فرماندار بصره مسعود بن عمرو (مرگ: ۶۸۴) کمک کرد. اساوره بعداً به شورش عبد الرحمن بن محمد بن الأشعث می‌پیوندند که از سال ۷۰۰ تا ۷۰۳ طول کشید. هرچند این باعث شد سیاست‌مدار عرب حجاج ابن یوسف اساوره را با نابودی خانه هایشان و کم کردن دستمزد و مستقر کردنشان در شهرهای دیگر رها سازد. برخی منابع به فرزندان آنها اشاره کرده مثل موسی ابن سیار اساوره که دانش آموز حسن بصری و یک محقق ایرانی تبار مسلمان بود.